# 国际贸易协会联盟
国际贸易协会联盟（英語：Federation of International Trade Associations，缩写）成立於1984年。总部位於美国弗吉尼亚州雷斯顿和纽约，它通过加强协会在美国、墨西哥和加拿大的角色来促进国际贸易。
国际贸易协会联盟的网站，国际贸易/进出口的门户网站是互联网上提供给国际贸易者免费信息和资源的来源。信息资源中包含的链接，相连到超过8000个与国际贸易相关的网站（包括400多个企业名录网站），是提供给国际贸易专业人才的真正有用的资源；网站上每两周一次的新闻简讯提供关于国际贸易和市场的网站和文章。
美国商务服务局(United States Commercial Service)和英国贸易投资部（UK Trade & Investment）, 香港貿易発展局（TDC）与国际贸易协会联盟签订了公私合作伙伴协议。在此协议下，他们为国际贸易网站（GlobalTrade.net）提供市场调研和其它报告。类似的协议还包含NASBITE国际商务组织（NASBITE International), 欧洲国际工商学院（The European International Business Academy）及其它协会。

## 市场报告及国家商务信息
2009年6月，国际贸易协会联盟与美国商务服务局签订了公私合作伙伴协议。美国商务服务局是美国商务部（DoC）对推动贸易的支持。这份协议使得美国商务服务局（DoC）的市场调查报告在国际贸易网站（GlobalTrade.net）上公布。在2010年8月，国际贸易协会联盟又与英国贸易投资部签订了类似的公私合作伙伴协议。
国际贸易网站（GlobalTrade.net）是国际贸易知识的资源库，国际贸易的专家们可以在这个知识资源网站上发表文章，文章的内容由网站的编辑团队来审批。文章包括国际贸易专家的分析，市场调研，指引，白皮书，国家概况，专家观点，网络研讨，新闻资讯，视频教程和幻灯片展示。

## 国际贸易服务供应商的数据库
伴随着这个经济知识资源库，国际贸易网站（GlobalTrade.net）还为进口商和出口商提供一个包含着国际贸易服务供应商的数据库。数据库中的国际贸易服务供应商包括国际市场营销顾问，金融贸易公司，银行，国际货运代理，质量管理公司，律师，会计，报关员，国际贸易专家和国际业务的保险机构。在国际贸易网站（GlobalTrade.net）上，国际贸易服务供应商可以创建个人用户页及建立与国际贸易市场的联系。所有由专家和国际贸易服务供应商发表的内容都要经过编辑团队的审批。GlobalTrade.net于2010年11月15日正式发布。
国际贸易从业者们使用国际贸易网站（GlobalTrade.net）来为他们的国际贸易业务搜索信息和全球贸易服务供应商。中国、美国、印度、英国和新加坡是网站上目前最受欢迎的国家。最受欢迎的服务供应商类别为法律，贸易推广组织，物流，税收和会计，市场营销，销售与分销，旅游服务。
国际贸易协会联盟还与三大主要B2B网上贸易市场：阿里巴巴、Kompass和Thomasnet签订了合作协议。这三大市场分别被bridgat.com排名为世界第一位、第十三位和第十八位（2010年十一月）。